# Hermann von Leonhardi
Peter Carl Pius Gustav Hermann Freiherr von Leonhardi (* 12. März 1809 in Frankfurt am Main; † 21. August 1875 in Prag) war ein deutscher Philosoph und Botaniker.
Sein botanisches Autorenkürzel lautet „Leonh.“

## Herkunft
Er entstammt der Frankfurter Bankiersfamilie Leonhardi. Seine Eltern waren Ludwig Carl von Leonhardi (* 7. April 1781; † 18. Februar 1864) und dessen Ehefrau Maria Anna Mülbens (* 23. Oktober 1782; † 26. April 1825). Sein Vater war nach Böhmen ausgewandert und hatte dort die Herrschaften Platz (Straz) und Erdreichsthal gekauft.

## Leben
Leonhardi war Schüler und Schwiegersohn von Karl Christian Friedrich Krause (1781–1832), dessen handschriftlichen Nachlass er herausgab. Mit Heinrich Ahrens (1808–1874) und Karl David August Röder (1806–1879) gehörte er zum engeren Kreis der Krauseschüler. 
Ab 1842 war Leonhardi Privatdozent in Heidelberg, wo Julián Sanz del Río (1814–1869) bei ihm hörte. 1849 übernahm er eine Professur für Philosophie an der Universität Prag. Dort gab er die Zeitschrift Die Neue Zeit heraus und organisierte Philosophenkongresse. Er war mit Friedrich Fröbel befreundet und arbeitete eng mit Bertha von Marenholtz-Bülow und Louise Otto-Peters zusammen. Er war Mitglied der Gesellschaft Deutscher Naturforscher und Ärzte.
In der Botanik betrieb Leonhardi vor allem Algenkunde, häufig gemeinsam mit dem Botaniker Alexander Braun. 
Darüber hinaus engagierte er sich in der Freireligiösen Bewegung; er konnte sich nicht mit seinen sozialreformatorischen Vorstellungen durchsetzen.

## Familie
Er heiratete am 19. Oktober 1841 Maria Sidonie Krause (* 14. August 1810). Die Ehe blieb kinderlos.

## Auszeichnungen
- 1864 nahm ihn die Leopoldina für seine Forschungen in der Botanik als Mitglied auf.
- Der von Louise Otto-Peters geleitete Allgemeine Deutsche Frauenverein ernannte ihn zum Ehrenmitglied.
- Die Alge Nitella Leonhardii wurde nach ihm benannt.[3]

## Werke (Auswahl)
- Die Neue Zeit. Freie Hefte für vereinte Höherbildung der Wissenschaft und des Lebens, den Gebildeten aller Stände gewidmet, hg. v. Hermann von Leonhardi, 4 Bde., Prag 1869–75

- Karl Christian Friedrich Krause´s Leben und Lehre, aus dem handschriftlichen Nachlass des Verfassers, Hg. v. Paul Hohlfeld und August Wünsche, Leipzig 1902

- Der Philosophenkongress als Versöhnungsrath – Beitrag zu einer Lösung der religiösen Zeitfrage, Prag 1869

- Winke zur Kritik Hegels bei Gelegenheit der unwissenschaftlichen Anmaßungen des Herrn G-s in der preußischen Staatszeitung, München 1832

- Vorbericht zu Karl Christian Friedrich Krause's Vorlesungen über die reine d. i. allgemeine Philosophie der Geschichte, Göttingen 1843

- Die österreichischen Armleuchtergewächse vom morphogenetischen Standpunkt, Prag 1864

- Ueber Pflanzen- und Thiersystematik. In: Verhandlungen des Zoologisch-Botanischen Vereins, Wien 1857, 153–162

- Über die böhmischen Characeen. In: Lotos (1863) Band 13, 55–62, 68–80, 110, 111

- Weitere Characeen-Fundorte. In: Lotos (1863) Band 13, 129–32, 145–8

- Sätze aus der theoretischen und praktischen Philosophie. – Erneute Vernunftkritik, 1869